# Бауэр, Джон
Джон Форд Бауэр (англ. John Ford Bower; 8 ноября 1940, Оберн — 6 июня 2017, Парк-Сити) — американский лыжник-двоеборец, выступавший за сборную США в 1960-х годах. Победитель Хольменколленского лыжного фестиваля, четырёхкратный чемпион национального первенства, участник двух зимних Олимпийских игр. Также известен как тренер по двоеборью и спортивный функционер.

## Биография
Джон Бауэр родился 8 ноября 1940 года в городе Оберн, штат Мэн. Во время обучения в Миддлбери-колледже в Вермонте состоял в университетской команде по лыжному двоеборью, принимал участие в различных студенческих соревнованиях, в частности в 1961 году выиграл чемпионат Национальной ассоциации студенческого спорта. По окончании колледжа в 1963 году пошёл служить в Армию США, где продолжал тренироваться и выступать.
В 1963 году Бауэр впервые одержал победу в зачёте национального первенства США по лыжному двоеборью и вошёл в основной состав американской национальной сборной. Благодаря череде удачных выступлений удостоился права защищать честь страны на зимних Олимпийских играх 1964 года в Инсбруке — занял здесь 15 место в личном первенстве двоеборцев и 13 место в программе эстафеты 4 × 10 км.
Позже в период 1966—1968 годов неизменно побеждал на чемпионате США по лыжному двоеборью, став таким образом четырёхкратным чемпионом страны. Одновременно с этим проходил обучение в Спрингфилдском колледже, получив в 1967 году учёную степень в области педагогики. Наибольшего успеха как спортсмен добился в 1968 году, став первым неевропейцем, сумевшим выиграть соревнования по лыжному двоеборью на Хольменколленском лыжном фестивале в Норвегии. Находясь в числе лидеров американской сборной, благополучно прошёл отбор на Олимпийские игры в Гренобле, где показал тринадцатый результат в личном зачёте и стал двенадцатым в эстафете.
В 1969 году за свои выдающиеся достижения введён в Зал славы лыжного спорта США.
Завершив спортивную карьеру, в 1968—1975 годах Джон Бауэр работал тренером по лыжному двоеборью в Миддлбери-колледже, после чего в течение пяти лет возглавлял сборную США в этой дисциплине, в частности руководил командой на Олимпиадах 1976 и 1980 годов. Около восьми лет занимал должность спортивного директора в Колледже Принсипия, затем в период 1988—1990 годов возвращался в национальную сборную США, заведовал программой отбора и подготовки лыжных двоеборцев.
Впоследствии переехал на постоянное жительство в Парк-Сити, где его жена Бонни устроилась работать учителем в школе для спортсменов зимних видов спорта, а сам он стал первым директором открывшегося Олимпийского парка Юты, где в будущем прошло много крупных соревнований, в том числе Олимпийские игры 2002 года. Их сын Рикки Бауэр стал довольно известным сноубордистом, победитель чемпионата мира 1999 года в дисциплине хафпайп.
В 1999 году журнал Sports Illustrated поставил Бауэра на 19 строку в списке пятидесяти величайших спортсменов штата Мэн в XX веке.
Умер 6 июня 2017 года в Парк-Сити в возрасте 76 лет.